# 沙因-沙爾達克彗星
沙因-沙爾達克彗星（61P/Shajn–Schaldach）是一顆週期彗星，目前的軌道周期為7.49年。
1949年9月18日，俄羅斯天文學家佩拉格婭·沙因（Pelageja F. Shajn）在克里米亞錫梅伊茲天文台（克里米亞天文物理天文台的一部分）的一張照相底片上發現該彗星。兩天後，美國亞利桑那州洛厄爾天文台的羅伯特·D·沙爾達克也在一張照片底片上獨立發現該彗星。隨後，沙因在8月28日和9月4日拍攝的早期照片中發現了彗星存在的證據。考慮到由於接近木星而產生的擾動後，計算出下一個近日點是1957年3月15日，但天文學家在那一年卻未能找到彗星。彗星在1964年預計出現的下一次出現時也沒有被天文學家發現。
1971年9月29日，美國加州理工學院天體物理系天文學家查爾斯·科瓦爾使用 122 厘米帕洛瑪施密特望遠鏡重新定位了該彗星，並估計亮度為16等。
該彗星在1979年、1986年、1993年、2001年和2008年的後續回歸中均被成功觀測到。
根據哈伯太空望遠鏡的觀測，沙因-沙爾達克彗星彗核的有效半徑為0.61±0.03公里。

## 外部連結
- 沙因-沙爾達克彗星 at the JPL Small-Body Database
  - Close approach · Discovery · Ephemeris · Orbit diagram · Orbital elements · Physical parameters